# 天使たちの時 〜Time of the Angels〜 (岡村孝子の映像作品)
『天使たちの時 〜Time of the Angels〜』（てんしたちのとき タイム・オブ・ザ・エンジェルズ）は、岡村孝子の最初のミュージック・ビデオ。1989年12月21日にVHSで発売された のち、2002年7月24日にDVD化された。発売元はファンハウス。

## 解説
- 1989年11月25日発表の12枚目のシングル「天使たちの時 〜Time of the Angels〜」のミュージック・ビデオを収録。[要出典]
- 「冬」をイメージした作品。パッケージのジャケットには、プレゼントを手に抱えた本人のフォトが使用されている。[1]
- 2002年7月24日にリリースされた、歌手デビュー20周年記念のオールタイム・ベストアルバム『DO MY BEST』の初回限定生産盤で初DVD化された（2008年現在、DVD化はそれのみ）。[要出典]
- バレエの衣装を着たシーンなどが登場する。[要出典]
- 「〜Time of the Angels〜」とサブタイトルがつくのは、シングル・ヴァージョンと当ミュージック・ビデオの音源のみで、以降のアルバムに収録されたものはリミックスなどの手が加えられると同時にサブタイトルの表記がなくなっている。[要出典]

## 収録曲[要出典]
1. 天使たちの時 〜Time of the Angels〜
  - 作詞・作曲：岡村孝子、編曲：萩田光男

## 関連作品
- Kiss 〜à côté de la mer〜
- After Tone II